# 両替商とその妻
『両替商とその妻』（りょうがえしょうとそのつま、英: The Money Changer and His Wife）、または『金貸しとその妻』（かねかしとそのつま、仏: Le prêteur et sa femme、英: The Moneylender and His Wife）とは、初期フランドル派の画家クエンティン・マサイスが1514年に板上に油彩で制作した絵画である。 パリのルーヴル美術館に所蔵されているが、現在、その姉妹館であるルーヴル・アブダビに展示されている。

## 作品
机上の宝石と金を量っている男性が、聖母子の絵のある祈祷書を読んでいる妻の隣に座っている。夫妻は貴族の身なりをしておらず、むしろアントウェルペンの富裕な市民の身なりをしている。 当時、アントウェルペンは、スペインの異端審問を避けて逃げてきた多くの南ネーデルラント（フランドル）からの移民で人口が増大していた。この港湾都市の国際的社会で、国際的通商の増加とともに両替商と金貸し業者への需要が生まれたのである。 
本作は、道徳的メッセージを含んだ風俗画である。作品の最初の額縁には、「秤においても升においても不義をすべからず」という銘文が記されていたという。実際の両替商の店を描写するというよりも、細心の注意を払って細部まで描き込んだ室内や多数の工芸品は、そのほとんどに象徴的意味をこめて作り上げた事物のコレクションである。
つまるところ、この絵画は、世俗的な追及は無意味であることを象徴する寓意、ヴァニタスとなっている。宝石類、真珠、そして金貨の山といった品々がそうした世俗の追及を象徴している。両替商の妻は祈祷書に集中もせずに、机上に広げられた金貨を羨まし気に見ている。また、祈祷書、消えたロウソク、棚の上の果物は原罪の一般的な暗示である。水の入ったガラス瓶、ロザリオは純潔と無原罪の御宿りを象徴し、鏡（移っている顔はおそらく画家の顔）は虚栄心を象徴する。
机上の凸面鏡の利用は、初期フランドル派の巨匠ヤン・ファン・エイクの傑作『アルノルフィーニ夫妻像』（ロンドン・ナショナル・ギャラリー）に倣ったもので、その映像の中に自画像を小さく描き込んだ手法もまた同様である。
本作と同じ題材が25年後に、マサイスの弟子であったマリヌス・ファン・レイメルスワーレによって用いられた。ちなみに、この絵画、あるいは多数描かれたこの絵画の複製か改作の1枚を17世紀にアントウェルペンで制作した画家ピーテル・パウル・ルーベンスが所有していたと考えられている。
本作は、100年後の1620年代にヴィレム・ファン・ハーヒトが描いた『コルネリス・ファン・デル・ヒーストの画廊』（The Gallery of Cornelis van der Geest）の中にも描かれている。ファン・デル・ヒーストはマサイスの作品を賞賛し、本作を含む何点かのマサイスの作品を所有していた。彼はまた、マサイスの百回忌を記念して、アントウェルペンの聖母大聖堂に新しい銘板をつけて、マサイスの百回忌を記念した。

## 関連作品

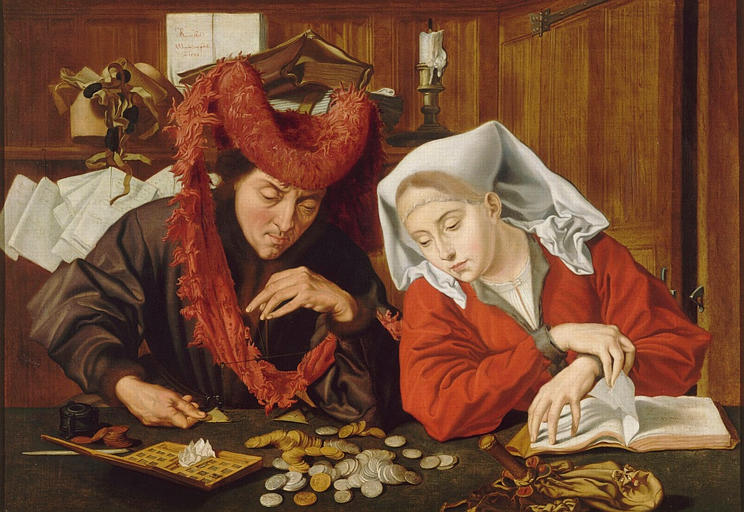
ライメルスワーレの作品。ナント美術館
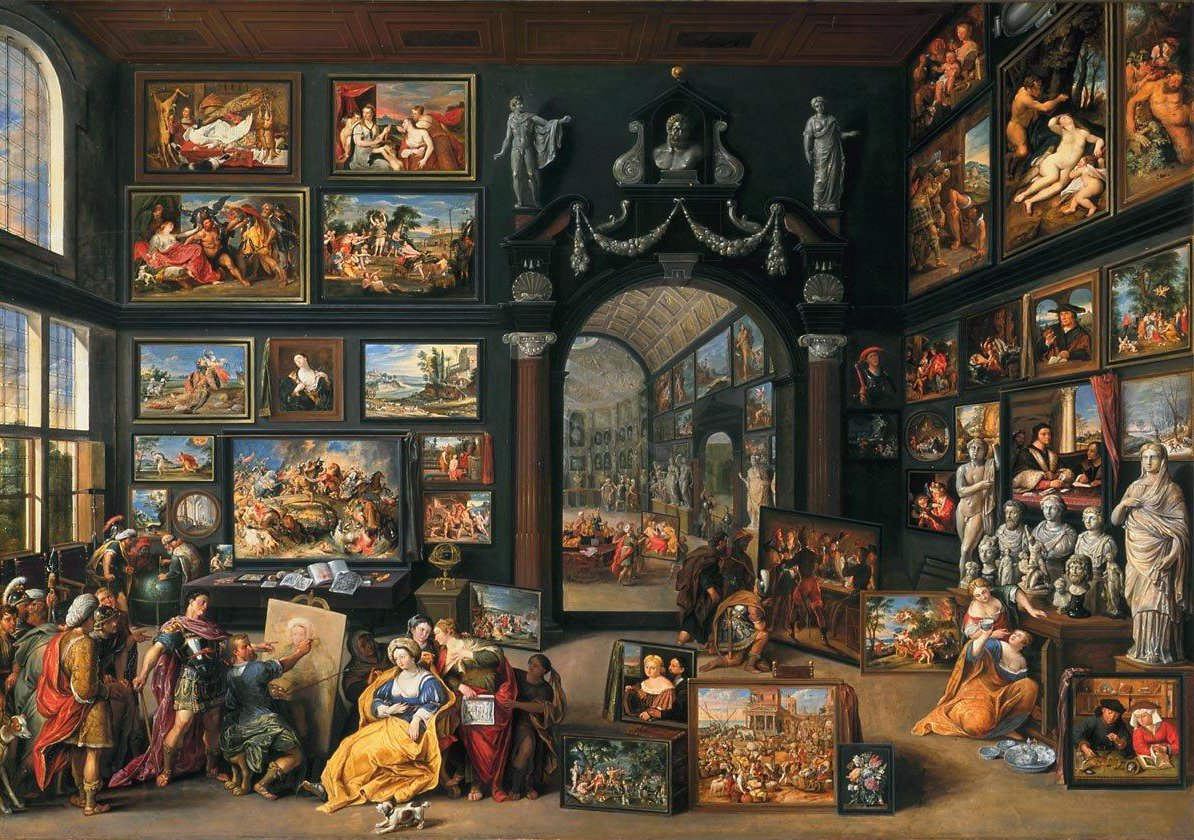
ハーヒトの作品。画面右下にこの作品が見える。マウリッツハイス美術館